# 류조 (항공모함)
류조(龍驤, 일본어: りゅうじょう)는 1930년대 초기에 제작된 일본 제국 해군의 경항공모함이다. 1922년 워싱턴 해군 군축 조약의 헛점을 이용하여 작고, 가볍게 제작되었으며, 상부가 무겁고, 현측이 안정되어 이러한 문제들을 수정하기 위해 다시 조선소에서 1년이 걸려서 완공되었다. 안정성이 개선되자, 류조는 다시 취역했고, 중일전쟁의 작전에 투입되었다. 제2차 세계 대전에서는 필리핀, 말레이시아, 네덜란드령 동인도에서 항공 지원을 위해 투입되었으며, 수라바야 해전의 제2차 자바해 전투에서 항공기를 지원하였다. 1942년 인도양 공습에서는 함포와 항공기를 동원하여 영국 상선을 공격했다. 이어 6월에는 알류샨 열도 전투에도 참전했다. 류조는 1942년 8월 24일 솔로몬 해전에서 미국 항공모함에 의해 침몰했다.

## 함명
류조(龍驤)는 상서로운 신수인 ‘용’(龍)과 올라가는 또는 질주하는 기세로 강하게 머리 높이 날리는 모습을 의미하는 ‘양’(驤)을 조합하여, ‘용이 하는 위를 나르는 위세 당당한’을 뜻하는 한자어이다. 용양호시 포골사해(龍驤虎視, 苞括四海)와 용양린진 전무견적(龍驤麟振, 前無堅敵) 등의 어구에 사용되기도 했고, 남송의 관직에 ‘용양장군’이라는 직위도 있었다. 일본 해군의 군함으로는 메이지 시대의 ‘장갑코르벳 류조’에 이은 두번 째 이름이다. 전투상보에 ‘류조’라는 단어를 사용하는 부대도 있었다.

## 개요
제1차 세계 대전 이후, 열강 각국의 건함 경쟁은, 일본의 88함대 계획이나 미국의 다니엘스·플랜 등으로 대표되는 것처럼 과열화가 일로를 걷고 있었다. 1921년(다이쇼 10년) 11월 11일, 영국의 요청에 의해서 워싱턴에서 개최된 군축회의는, 과열되는 열강의 건함속도에 일정한 제제를 주는 것을 목적으로 해, 일거의 성과를 얻는 것에 성공한다. 주력함에 대한 제제와 함께 보조 함정에도 일정한 제제를 준 것이 이 워싱턴 해군 군축 조약으로, 보조 함정으로서의 항공모함도 그 예외가 아니고, 일본에 할당할 수 있었던 배수량은 80,000t이 되었다.
거기서, 일본 제국 해군은 같은 조약에 의해 폐함 예정이었던 순양전함 「아카기」·「아마기」(후에 관동 대지진에서의 재해에 의해 용골이 대파했기 때문에 「카가」로 변경)을 항공 모함에의 개장 대상으로 할당했다. 그리고 배수량의 대부분을 소비해 버렸으므로, 이후의 항공 모함은 조약 범위 밖인 10,000t 미만의 함을 전력화하는 건조 계획을 세웠다. 그 후보가 된 것이 수상기 모함 「와카미야」의 대함으로서 계획되고 있던 새로 건조된 수상기 모함이었다. 해군 군령부는 해군성에 수상기 모함을 항공모함으로서 계획을 변경해 건조하도록 요구했다. 이 요구는 인정되고, 계획공시배수량 9,800t, 탑재기수 24기, 속력 30노트의 항공 모함 「류조」의 건조가 개시되었다.
그러나, 건조 도중의 1930년(쇼와 5년)에 체결된 런던 조약에 의해, 10,000t 이하의 항공모함에도 제한이 부과되었기 때문에 10,000t 미만으로 건조하는 의미가 없어져, 지금까지의 계획 중 배수량으로 제한되고 있던 부분의 재검토를 도모하게 되었다. 그 때문에 격납고는 일단으로부터 2단식에 대폭 확장되어 36기(+보용 12기)의 항공기가 탑재 가능하게 되었지만, 그 만큼이 저하한 부력을 보충하기 위한 바르지가 증설되어 상 한편 기관을 당초의 반에 삭감했기 때문에 계획시의 30노트를 밑도는 29노트에까지 저하된다고 하는 폐해가 생겼다. 결국, 기준 배수량은 10,000t을 웃돌게 되었다. 또, 개수시에 신설된 바르지내에 마련한 예비의 중유 탱크를 벨러스트를 대신 하고 있었지만, 예비 탱크로부터 연료를 사용하면 급선회시에 함의 경사가 강해져 전복하는 위험성이 나왔으므로, 결국은 그 탱크로부터 연료를 사용하는 것은 할 수 없었다. 또 상부의 중량 경감으로서 굴뚝의 위치를 낮게 하거나 고각포의 수를 12문에서 8문으로 줄여, 배 밑바닥에 추의 바라스트 킬을 마련하는 처치가 실시해졌다. 류조는 말하자면 해군 군령부의 기대에 좌지우지된 위에서 태어난 항공 모함이었다.

## 역사
준공 후 얼마 되지 않아, 토모즈루 사건 때문에, 복원력의 증강을 목적으로 한 개장을 해 바르지의 대형화와 고각포 2기의 감소 등이 행해졌다. 1935년(쇼와 10년)에는 제4함대 사건에 만남, 함교를 비롯해 큰 피해를 받았다. 이 때문에, 제２차 개장을 실시해, 함수건현의 인상 등이 행해졌다. 취역시의 탑재기는 90식 함상 전투기 12기, 97식 함상 공격기 6기, 90식 함상 정찰기 6기였다. 후에 정찰기 대신에 94식 함상 폭격기 6기를 탑재했다. 첫 출진은 쇼와 12년 8월의 중일 전쟁이다. 쇼와 13년 이후, 발착 훈련에 종사. 태평양전쟁 개전시에는, 남방 공략 작전을 지원하고 있었다. 이 때는 생산이 늦었기(위해)때문에 영식 함상 전투기 대신에 96식 함상 전투기가 탑재되고 있었다. 개전시의 전력은 96식 함상 전투기 18기, 97식 함상 공격기 12기이다. 영전이 배치되면 류조는, 영전 16기, 97식 함상 공격기 21기를 탑재해 1942년(쇼와 17년) 6월의 미드웨이 공략 작전(MI작전)을 지원하는 알류티안 공략 작전(AL작전)에 참가. 항공 모함 「하야부사매」라고 모두 제4항공전대를 편성해 더치 하버를 공습 한다.
1942년 8월 7일에 미군에 의한 과달카날 상륙 작전을 했을때, 류조는 새롭게 편성된 기동부대 제3함대의 제1항공전대에 참가해 제２차 솔로몬 해전에 도전했다. 8월 24일, 제3함대는 육군 부대 상륙 지원을 위해 류조와 중순양함 「토네」·구축함 2척을 함대에서 분할시켜 과달카날 공격에 남하시켰다. 류조는 영전 15기·공격기 5기로부터 되는 공격대를 발함시켰다. 공격대는 과달카날섬의 비행장에의 폭격을 성공시켰지만, 류조는 미군에 발견되어 항공 모함 「사라토가」로부터 SBD 돈트레스 함상 폭격기 30기, TBF 어벤저 함상 공격기 8기가 향했다. 최초로 B-17 폭격기의 공습을 받았지만 명중탄은 없었다. 하지만 사라토가로부터의 공격대의 공습에 의해, 좌현 중부에 어뢰 1개가 명중한 그 밖에 폭탄 4발이 명중. 화재가 발생해, 침수로 함은 기울었다. 공격대는 모함이 착함 불능이기 위해 불시착할까 브카섬의 기지에 내렸다. 그리고 공격을 받고 나서 약 4시간 후에 류조는 과달카날섬 북방의 해역에서 가라앉았다.